# Rebecca Front
Rebecca Louise Front, född 16 maj 1964 i Stoke Newington, Hackney, är en brittisk skådespelare och komiker. 

## Utmärkelser
Front har bland annat tilldelats BAFTA:s pris för "Bästa kvinnliga skådespelare i komediserie" för sin insats i Trist, herr minister 2010.

## Filmografi i urval
- 1999 – Jonathan Creek (TV-serie)
- 2002 – I'm Alan Partridge (TV-serie)
- 2006–2014 – Kommissarie Lewis (TV-serie)
- 2009 – Planet 51
- 2009–2012 – Trist, herr minister (TV-serie)
- 2013 – Poirot (TV-serie)
- 2014 – Morden i Midsomer (TV-serie)
- 2015 – Doctor Who (TV-serie)
- 2015 – The Eichmann Show (TV-film)
- 2016 – Krig och fred (TV-serie)
- 2016 – Doctor Thorne (TV-serie)
- 2017 – Transformers: The Last Knight
- 2018–2019 – Poldark (TV-serie)
- 2019 – Mord i paradiset (TV-serie)
- 2020–2022 – Avenue 5 (TV-serie)
- 2021 – Grantchester (TV-serie)